# Holcolaetis clarki
Holcolaetis clarki là một loài nhện trong họ Salticidae.
Loài này thuộc chi Holcolaetis. Holcolaetis clarki được Fred R. Wanless miêu tả năm 1985.